# Oskar Steinbach
Oskar Steinbach (Mannheim, 29 mei 1913 - aldaar, 10 mei 1937) was een Duits motorcoureur. 

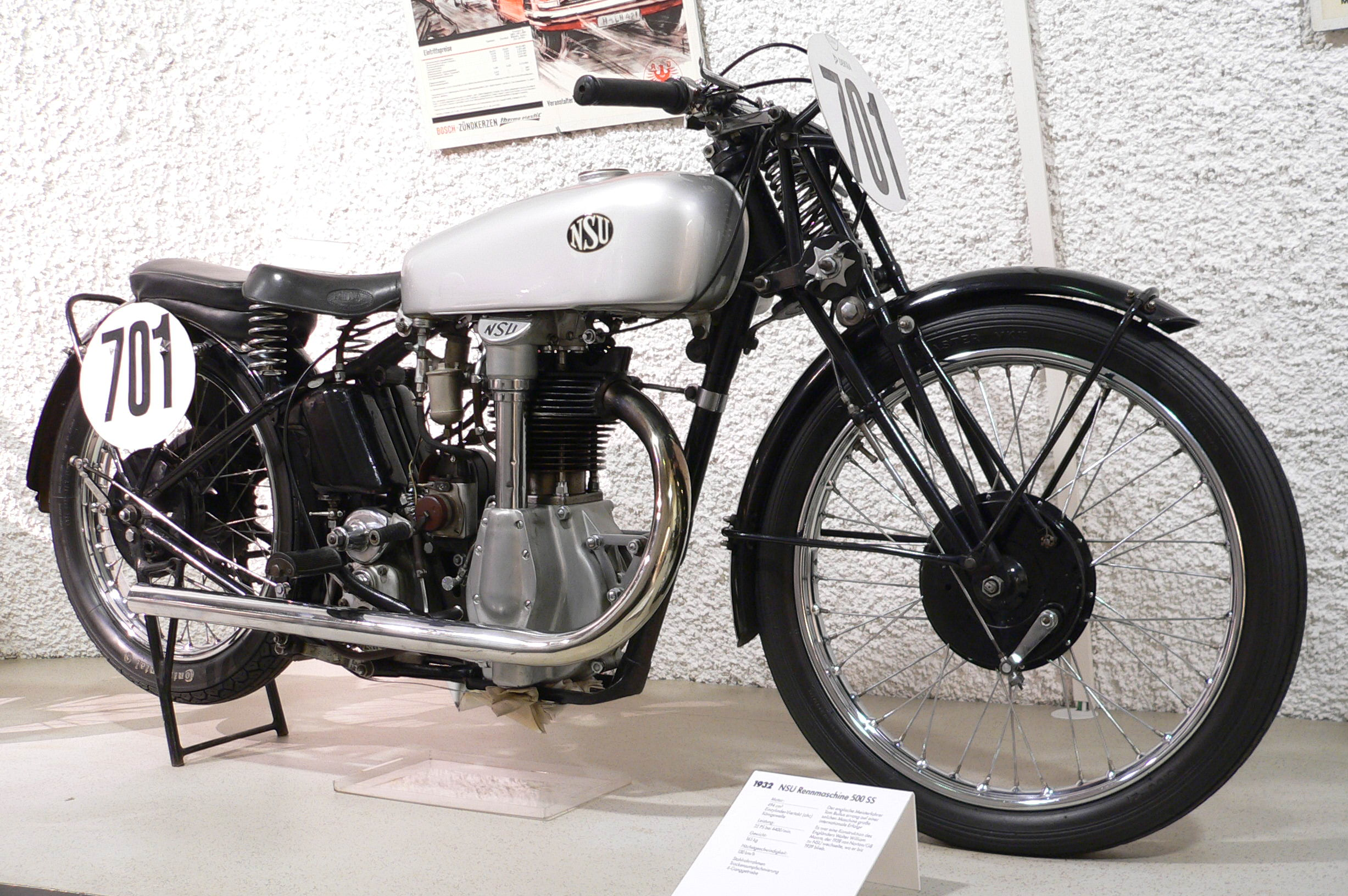
NSU SS 500.

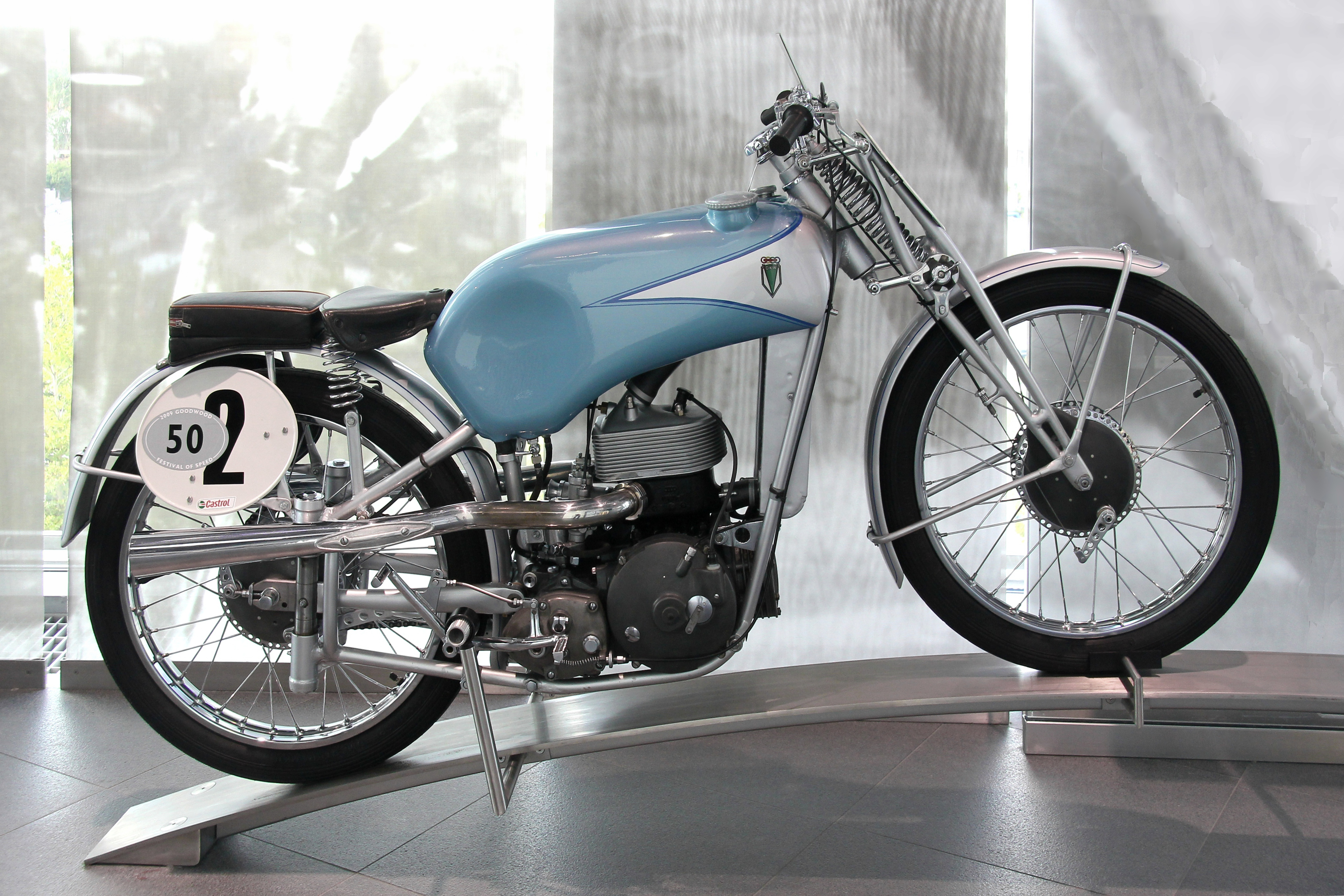
DKW UL 250

## Carrière
Oskar Steinbach gold in de jaren dertig als een van de grote talenten van de Duitse motorsport. In september 1932 won hij de met een Norton de hoofdrace op de Nürburgring. In 1933 lag hij zes maanden in een gipsverband, nadat hij tijdens de training op een niet afgesloten weg gevallen was. In 1934 won hij met een NSU SS 500 de race in Hockenheim. Hij werd na een hard gevecht tegen Otto Ley (DKW) tweede in de 500cc-race van de Hamburger Stadtparkrennen. Hij viel nog na de finish en liep daarbij een beenwond en een hersenschudding op. 
Het seizoen 1935 begon Oskar Steinbach met een overwinning in de 500cc-race van de Solituderennen. Daarna trok het Duitse team, bestaande uit Arthur Geiss, Kurt Mansfeld, Oskar Steinbach en Walfried Winkler naar de belangrijkste race ter wereld, de TT van Man. In de Lightweight TT verving hij de DKW-rijder Mansfeld, die tijdens de training gevallen was. De DKW URe 250 kreeg echter koelproblemen, waardoor Steinbach uitviel. Dat gebeurde ook tijdens de 350cc-Junior TT, maar in de 500cc-Senior TT werd hij vijfde, nog voor Ted Mellors, die ook een NSU SS 500 had gekregen, maar die de 60km-lange Snaefell Mountain Course op zijn duimpje kende, maar zeven minuten na de 22-jarige Steinbach over de finish kwam. Steinbach won in dit jaar ook nog de 350- en de 500cc-klasse bij de Schleizer Dreieckrennen. Hij werd Duits kampioen 350- en 500 cc tijdens de Feldbergrennen bij de Großer Feldberg in de Taunus. 
In 1936 wilde Oskar Steinbach voor DKW deelnemen aan het Duitse kampioenschap bij de Eilenriederennen in Hannover. NSU protesteerde daar tegen omdat hij ook bij dit merk onder contract zou staan. Hierop kreeg Oskar Steinbach een startverbod. Korte tijd later besliste het Nationalsozialistisches Kraftfahrkorps dat Steinbach in de 350cc-klasse voor NSU mocht rijden en in de 500cc-klasse voor DKW. Met dat merk werd hij vijfde in de Grand Prix van Zwitserland op het stratencircuit Bremgarten. Tijdens de TT van Man viel hij met DKW's in de 250cc-Lightweight TT als de 500cc-Senior TT uit, maar in de 350cc-Junior TT werd hij met de NSU SS 350 zesde. Op 5 juli werd op het Badberg-Viereck in Hohenstein-Ernstthal de GP van Duitsland plaats. Die vormde in dit jaar tevens de races om het Europees kampioenschap. Oskar Steinbach werd in de 350cc-race achter Freddie Frith (Norton CJ1) tweede. Met de 500cc-DKW kreeg hij problemen met zijn brandstoftank en kort voor de finish kwam hij ten val. Twee weken later won Steinbach zijn eerste 500cc-race voor DKW tijdens de Rund um Schotten-race. Een week later werd hij in de GP van België derde achter Jimmie Guthrie en John ("Crasher") White. Begin september scoorde hij zijn eerste overwinning voor DKW in een kampioenschapsrace, toen hij op het Schleizer Dreieck zijn teamgenoot "Happi" Müller versloeg. Hij won voor DKW ook de 250cc-race in Mettet. 

## Overlijden
Toen Oskar Steinbach op 10 maart 1937 een testrit maakte, kwam hij op de Seckenheimer Landstraße in Mannheim bij een verkeersongeval om het leven. 